# Trichophysetis neophyla
Trichophysetis neophyla là một loài bướm đêm thuộc họ Crambidae. Nó được tìm thấy ở Úc.
Sải cánh dài khoảng 12 mm.